# Poupas
Poupas – miejscowość i gmina we Francji, w regionie Oksytania, w departamencie Tarn i Garonna.
Według danych na rok 1990 gminę zamieszkiwało 101 osób, a gęstość zaludnienia wynosiła 10 osób/km² (wśród 3020 gmin regionu Midi-Pireneje Poupas plasuje się na 962. miejscu pod względem liczby ludności, natomiast pod względem powierzchni na miejscu 1078.).